# Filipijnen op de Olympische Spelen

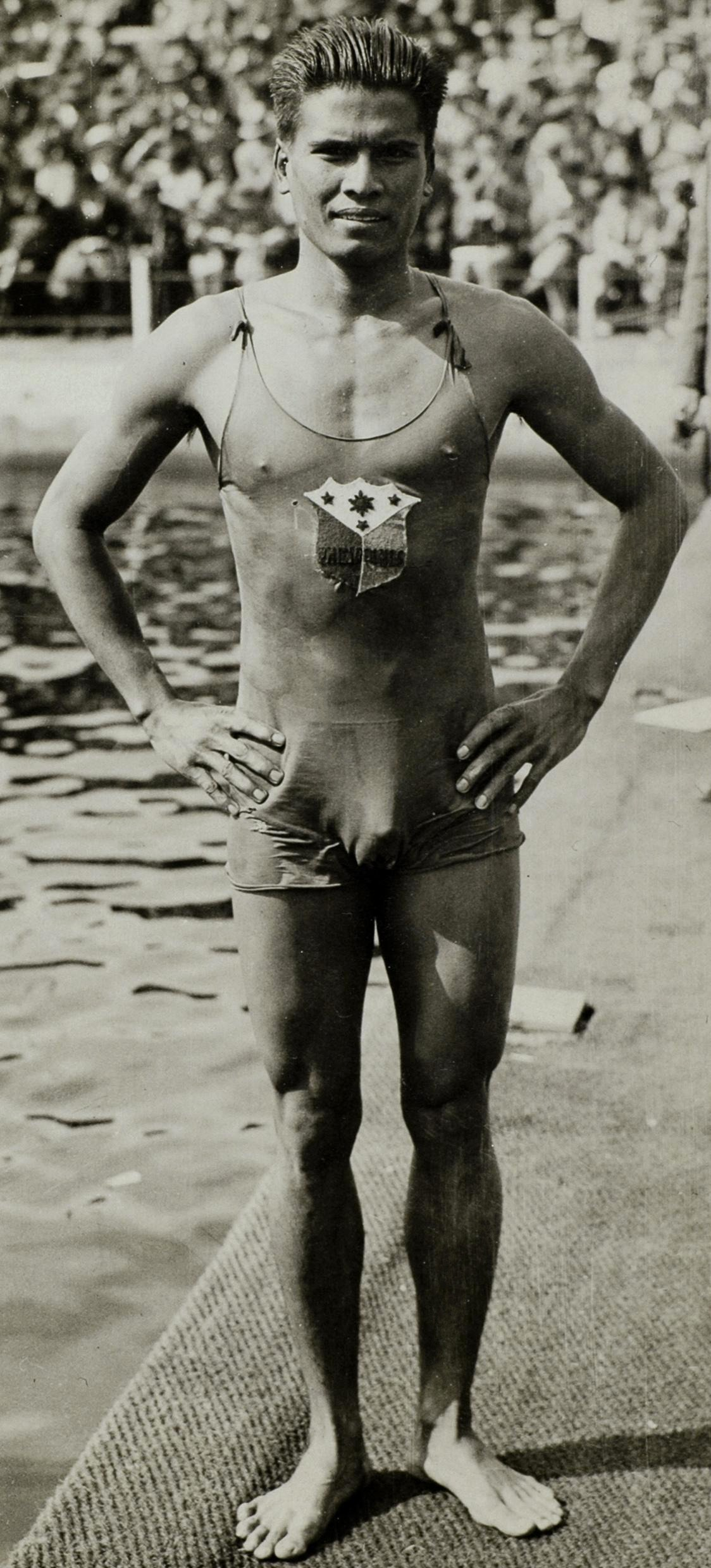
Teofilo Yldefonso, de eerste medaillewinnaar.

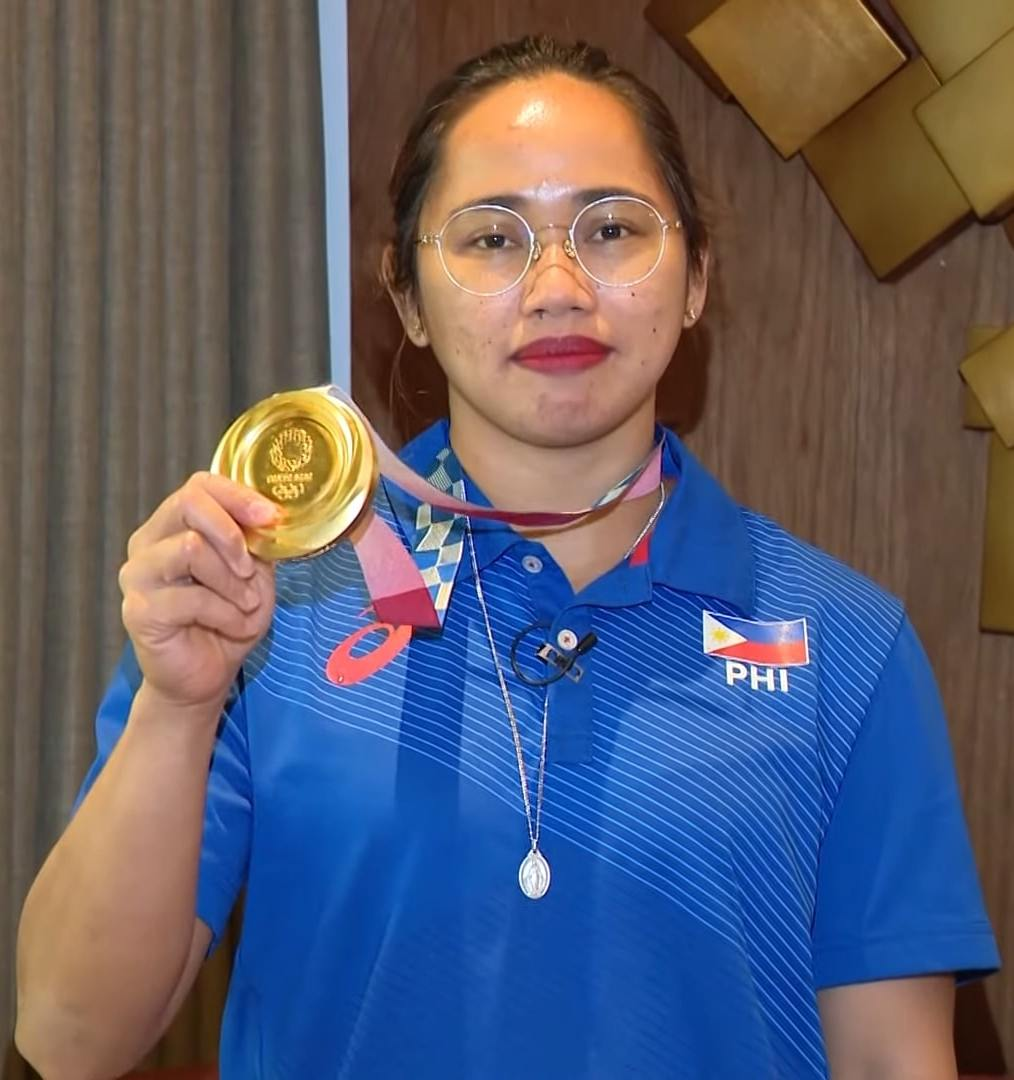
Hidilyn Diaz, de eerste gouden medaillewinnaar.

De Filipijnen is een van de landen die deelneemt aan de Olympische Spelen. De Filipijnen debuteerden op de Zomerspelen van 1924. Sindsdien nam het deel aan alle Zomerspelen, behalve aan de Spelen van 1980 die werden geboycot. In 1972 kwam het voor het eerst uit op de Winterspelen.
Parijs 2024 was voor de Filipijnen de 23e deelname aan de Zomerspelen, in 2022 werd voor de zesde keer deelgenomen aan de Winterspelen.

## Medailles en deelnames
Er werden achttien medailles gewonnen, alle op de Zomerspelen. Deze werden in vijf olympische sporten behaald, boksen (10), atletiek (2), gewichtheffen (2), turnen (2) en zwemmen (2).
De eerste medaille werd in 1928 behaald door de zwemmer Teofilo Yldefonso, middels de bronzen medaille op de 200 meter vrije slag. In 1932 voegde hij er op het zelfde onderdeel nog brons aan toe en was daarmee de eerste meervoudige medaillewinnaar. Het eerste zilver volgde in 1956 door bokser Anthony Villanueva bij de vedergewichten. In 2016 was gewichthefster Hidilyn Diaz de eerste vrouw die een medaille behaalde (brons). Op de Spelen van 2020 behaalde Hidilyn Diaz de eerste gouden medaille voor de Filipijnen en werd daarmee tevens de 'succescolste' sporter met 1x goud en 1x zilver.
Van 2008-2016 was de Filipijnen het land met de meeste medailles zonder een gouden medaille gewonnen te hebben (0-3-7). Ze namen deze 'titel' in 2008 over van Mongolië, nadat Tuvshinbayar Naidan voor Mongolië een gouden medaille won. Wel stond Namibië in dit tijdsvak hoger dan de Filipijnen op de medaillespiegel aller tijden vanwege vier zilveren medailles. In 2016 nam Maleisië beide 'titels' over toen de medaille oogst tot elf medailles, waaronder zeven zilveren, werd gebracht.

### Overzicht
De tabel geeft een overzicht van de jaren waarin werd deelgenomen, het aantal gewonnen medailles en de eventuele plaats in het medailleklassement.
| Zomerspelen | Zomerspelen | Zomerspelen | Zomerspelen | Zomerspelen | Zomerspelen |        | Winterspelen | Winterspelen | Winterspelen | Winterspelen | Winterspelen | Winterspelen |
| Jaar        | Goud        | Zilver      | Brons       | Totaal      | Rang        | Jaar   | Goud         | Zilver       | Brons        | Totaal       | Rang         |              |
| 1924        | 0           | 0           | 0           | 0           | -           | 1924   | -            | -            | -            | -            | -            |              |
| 1928        | 0           | 0           | 1           | 1           | 32          | 1928   | -            | -            | -            | -            | -            |              |
| 1932        | 0           | 0           | 3           | 3           | 25          | 1932   | -            | -            | -            | -            | -            |              |
| 1936        | 0           | 0           | 1           | 1           | 30          | 1936   | -            | -            | -            | -            | -            |              |
| 1948        | 0           | 0           | 0           | 0           | -           | 1948   | -            | -            | -            | -            | -            |              |
| 1952        | 0           | 0           | 0           | 0           | -           | 1952   | -            | -            | -            | -            | -            |              |
| 1956        | 0           | 0           | 0           | 0           | -           | 1956   | -            | -            | -            | -            | -            |              |
| 1960        | 0           | 0           | 0           | 0           | -           | 1960   | -            | -            | -            | -            | -            |              |
| 1964        | 0           | 1           | 0           | 1           | 30          | 1964   | -            | -            | -            | -            | -            |              |
| 1968        | 0           | 0           | 0           | 0           | -           | 1968   | -            | -            | -            | -            | -            |              |
| 1972        | 0           | 0           | 0           | 0           | -           | 1972   | 0            | 0            | 0            | 0            | -            |              |
| 1976        | 0           | 0           | 0           | 0           | -           | 1976   | -            | -            | -            | -            | -            |              |
| 1980        | -           | -           | -           | -           | -           | 1980   | -            | -            | -            | -            | -            |              |
| 1984        | 0           | 0           | 0           | 0           | -           | 1984   | -            | -            | -            | -            | -            |              |
| 1988        | 0           | 0           | 1           | 1           | 46          | 1988   | 0            | 0            | 0            | 0            | -            |              |
| 1992        | 0           | 0           | 1           | 1           | 54          | 1992   | 0            | 0            | 0            | 0            | -            |              |
| 1996        | 0           | 1           | 0           | 1           | 61          | 1994   | -            | -            | -            | -            | -            |              |
| 2000        | 0           | 0           | 0           | 0           | -           | 1998   | -            | -            | -            | -            | -            |              |
| 2004        | 0           | 0           | 0           | 0           | -           | 2002   | -            | -            | -            | -            | -            |              |
| 2008        | 0           | 0           | 0           | 0           | -           | 2006   | -            | -            | -            | -            | -            |              |
| 2012        | 0           | 0           | 0           | 0           | -           | 2010   | -            | -            | -            | -            | -            |              |
| 2016        | 0           | 1           | 0           | 1           | 69          | 2014   | 0            | 0            | 0            | 0            | -            |              |
| 2020        | 1           | 2           | 1           | 4           | 50          | 2018   | 0            | 0            | 0            | 0            | -            |              |
| 2024        | 2           | 0           | 2           | 4           | 37          | 2022   | 0            | 0            | 0            | 0            | -            |              |
| Totaal      | 3           | 5           | 10          | 18          |             | Totaal | 0            | 0            | 0            | 0            |              |              |
| Tot. Z+W    | 3           | 5           | 10          | 18          |             |        |              |              |              |              |              |              |

| Editie | Sport         | Olympiër           | Onderdeel                  | Medaille |
| ------ | ------------- | ------------------ | -------------------------- | -------- |
| 1928   | Zwemmen       | Teofilo Yldefonso  | 200 m vrije slag (m)       | Brons    |
| 1932   | Atletiek      | Simeon Toribio     | hoogspringen (m)           | Brons    |
| 1932   | Boksen        | José Villanueva    | bantamgewicht (m)          | Brons    |
| 1932   | Zwemmen       | Teofilo Yldefonso  | 200 m vrije slag (m)       | Brons    |
| 1936   | Atletiek      | Miguel White       | 400 m horden (m)           | Brons    |
| 1964   | Boksen        | Anthony Villanueva | vedergewicht (m)           | Zilver   |
| 1988   | Boksen        | Leopoldo Serantes  | lichtvlieggewicht (m)      | Brons    |
| 1992   | Boksen        | Roel Velasco       | lichtvlieggewicht (m)      | Brons    |
| 1996   | Boksen        | Mansueto Velasco   | lichtvlieggewicht (m)      | Zilver   |
| 2016   | Gewichtheffen | Hidilyn Diaz       | vedergewicht (-53 kg) (v)  | Zilver   |
| 2020   | Boksen        | Carlo Paalam       | vlieggewicht (-52 kg) (m)  | Zilver   |
| 2020   | Boksen        | Eumir Marcial      | middengewicht (-75 kg) (m) | Brons    |
| 2020   | Boksen        | Nesthy Petecio     | vedergewicht (-57 kg) (v)  | Zilver   |
| 2020   | Gewichtheffen | Hidilyn Diaz       | vedergewicht (-55 kg) (v)  | Goud     |

| Sport         | Goud | Zilver | Brons | Totaal |
| ------------- | ---- | ------ | ----- | ------ |
| Atletiek      | 0    | 0      | 2     | 002    |
| Boksen        | 0    | 4      | 4     | 008    |
| Gewichtheffen | 1    | 1      | 0     | 002    |
| Zwemmen       | 0    | 0      | 2     | 002    |
| Totaal        | 1    | 5      | 8     | 14     |

Afghanistan · Albanië · Algerije · Amerikaans-Samoa · Amerikaanse Maagdeneilanden · Andorra · Angola · Antigua en Barbuda · Argentinië · Armenië · Aruba · Australië · Azerbeidzjan · Bahama's · Bahrein · Bangladesh · Barbados · België · Belize · Benin · Bermuda · Bhutan · Bolivia · Bosnië en Herzegovina · Botswana · Brazilië · Britse Maagdeneilanden · Brunei · Bulgarije · Burkina Faso · Burundi · Cambodja · Canada · Centraal-Afrikaanse Republiek · Chili · China · Chinees Taipei · Colombia · Comoren · Congo-Brazzaville · Congo-Kinshasa · Cookeilanden · Costa Rica · Cuba · Cyprus · Denemarken · Djibouti · Dominica · Dominicaanse Republiek · Duitsland · Ecuador · Egypte · El Salvador · Equatoriaal-Guinea · Eritrea · Estland · Ethiopië · Fiji · Filipijnen · Finland · Frankrijk · Gabon · Gambia · Georgië · Ghana · Grenada · Griekenland · Groot-Brittannië · Guam · Guatemala · Guinee · Guinee-Bissau · Guyana · Haïti · Honduras · Hongarije · Hongkong · Ierland · IJsland · India · Indonesië · Irak · Iran · Israël · Italië · Ivoorkust · Jamaica · Japan · Jemen · Jordanië · Kaaimaneilanden · Kaapverdië · Kameroen · Kazachstan · Kenia · Kirgizië · Kiribati · Koeweit · Kosovo · Kroatië · Laos · Lesotho · Letland · Libanon · Liberia · Libië · Liechtenstein · Litouwen · Luxemburg · Madagaskar · Malawi · Malediven · Maleisië · Mali · Malta · Marokko · Marshalleilanden · Mauritanië · Mauritius · Mexico · Micronesië · Moldavië · Monaco · Mongolië · Montenegro · Mozambique · Myanmar · Namibië · Nauru · Nederland · Nepal · Nicaragua · Nieuw-Zeeland · Niger · Nigeria · Noord-Korea · Noord-Macedonië · Noorwegen · Oeganda · Oekraïne · Oezbekistan · Oman · Oost-Timor · Oostenrijk · Pakistan · Palau · Palestina · Panama · Papoea-Nieuw-Guinea · Paraguay · Peru · Polen · Portugal · Puerto Rico · Qatar · Roemenië · Rusland · Rwanda · Saint Kitts en Nevis · Saint Lucia · Saint Vincent en de Grenadines · Salomonseilanden · Samoa · San Marino · Saoedi-Arabië · Sao Tomé en Principe · Senegal · Servië · Seychellen · Sierra Leone · Singapore · Slovenië · Slowakije · Somalië · Spanje · Sri Lanka · Soedan · Suriname · Swaziland · Syrië · Tadzjikistan · Tanzania · Thailand · Togo · Tonga · Trinidad en Tobago · Tsjaad · Tsjechië · Tunesië · Turkije · Turkmenistan · Tuvalu · Uruguay · Vanuatu · Venezuela · Verenigde Arabische Emiraten · Verenigde Staten · Vietnam · Wit-Rusland · Zambia · Zimbabwe · Zuid-Afrika · Zuid-Korea · Zuid-Soedan · Zweden · Zwitserland
Historische landen: Bohemen · Bondsrepubliek Duitsland · Brits-Indië · Duitse Democratische Republiek · Joegoslavië · Malaya · Nederlandse Antillen · Noord-Borneo · Noord-Jemen · Saarland · Servië en Montenegro · Sovjet-Unie · Tsjecho-Slowakije · West-Indische Federatie · Zuid-Jemen
Bijzondere deelnames: Onafhankelijke olympische atleten · Vluchtelingenteam 
 Australazië · Duits Eenheidsteam · Gemengd team · Gezamenlijk Team